# Estarvielle
Estarvielle est une commune française située dans le sud-est du département des Hautes-Pyrénées, en région Occitanie. Sur le plan historique et culturel, la commune est dans le Pays d'Aure, constitué de la vallée de la Neste (en aval de Sarrancolin), de la vallée d'Aure (en amont de Sarrancolin) et de la vallée du Louron.
Exposée à un climat de montagne, elle est drainée par la Neste du Louron et par deux autres cours d'eau. La commune possède un patrimoine naturel remarquable composé de trois zones naturelles d'intérêt écologique, faunistique et floristique.
Estarvielle est une commune rurale qui compte 34 habitants en 2022, après avoir connu un pic de population de 109 habitants en 1836..
Ses habitants sont appelés les Estarviellois.

## Géographie

### Localisation
La commune d'Estarvielle se trouve dans le département des Hautes-Pyrénées, en région Occitanie.
Elle se situe à 53 km à vol d'oiseau de Tarbes, préfecture du département, à 35 km de Bagnères-de-Bigorre, sous-préfecture, et à 32 km de Capvern, bureau centralisateur du canton de Neste, Aure et Louron dont dépend la commune depuis 2015 pour les élections départementales.
La commune fait en outre partie du bassin de vie d'Arreau.
Les communes les plus proches sont : 
Armenteule (0,5 km), Adervielle-Pouchergues (0,9 km), Mont (1,1 km), Cazaux-Fréchet-Anéran-Camors (1,2 km), Loudervielle (1,3 km), Génos (1,6 km), Vielle-Louron (1,9 km), Avajan (2,6 km).
Sur le plan historique et culturel, Estarvielle fait partie du pays de la vallée d'Aure ou pays d'Aure, constitué de la vallée de la Neste (en aval de Sarrancolin), de la vallée d'Aure (en amont de Sarrancolin) et de la vallée du Louron (confluente à Arreau).

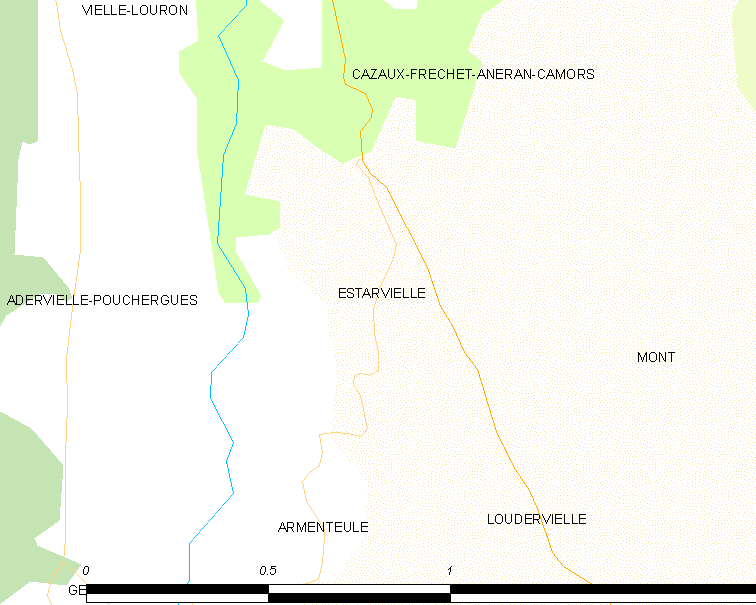
Carte de la commune d'Estarvielle et des proches communes.

|                        | Cazaux-Fréchet-Anéran-Camors |              |
| Adervielle-Pouchergues | Estarvielle                  | Mont         |
|                        | Loudenvielle                 | Loudervielle |

### Paysages et relief

Sélection de vues diverses
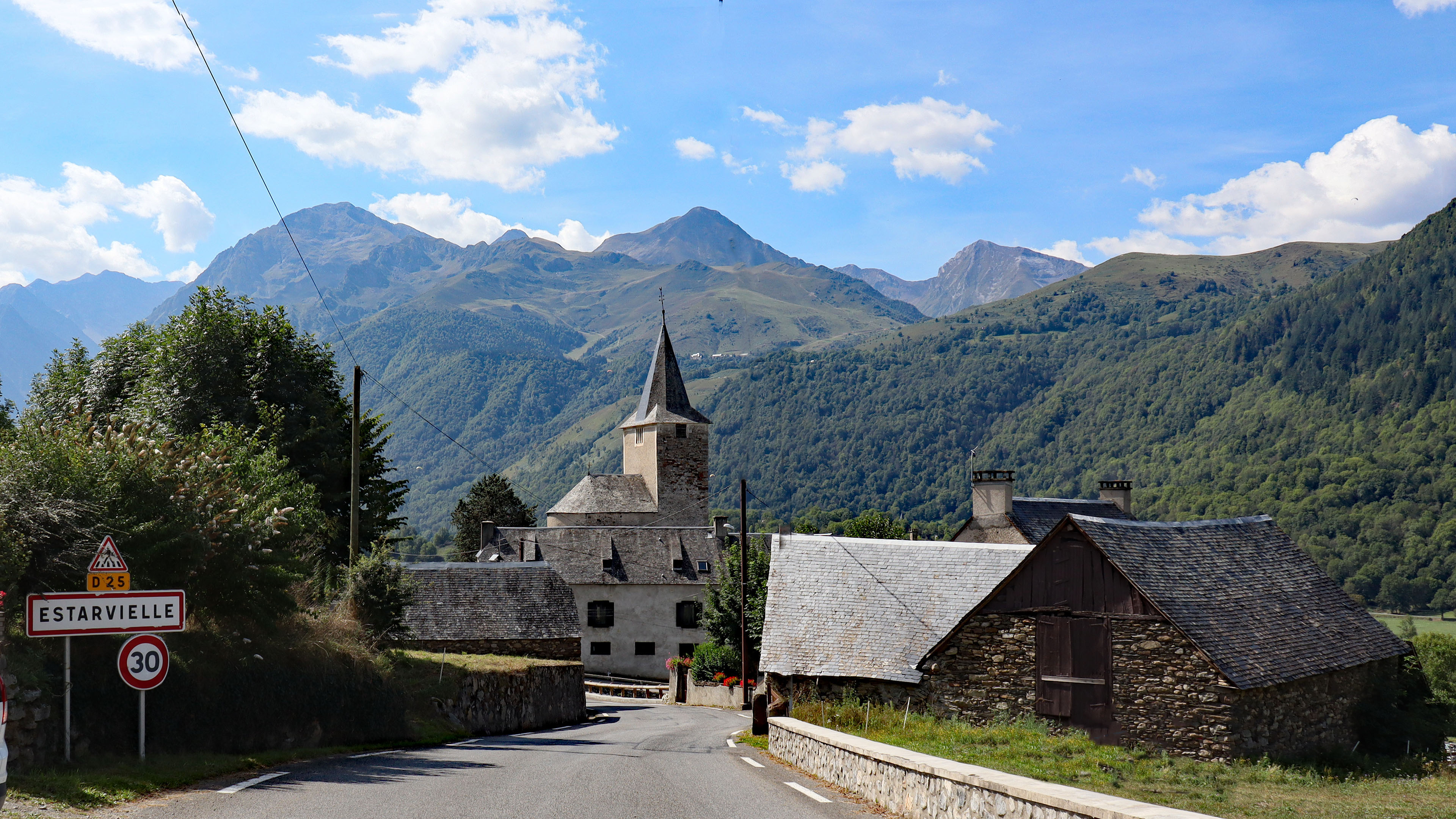
Entrée du village
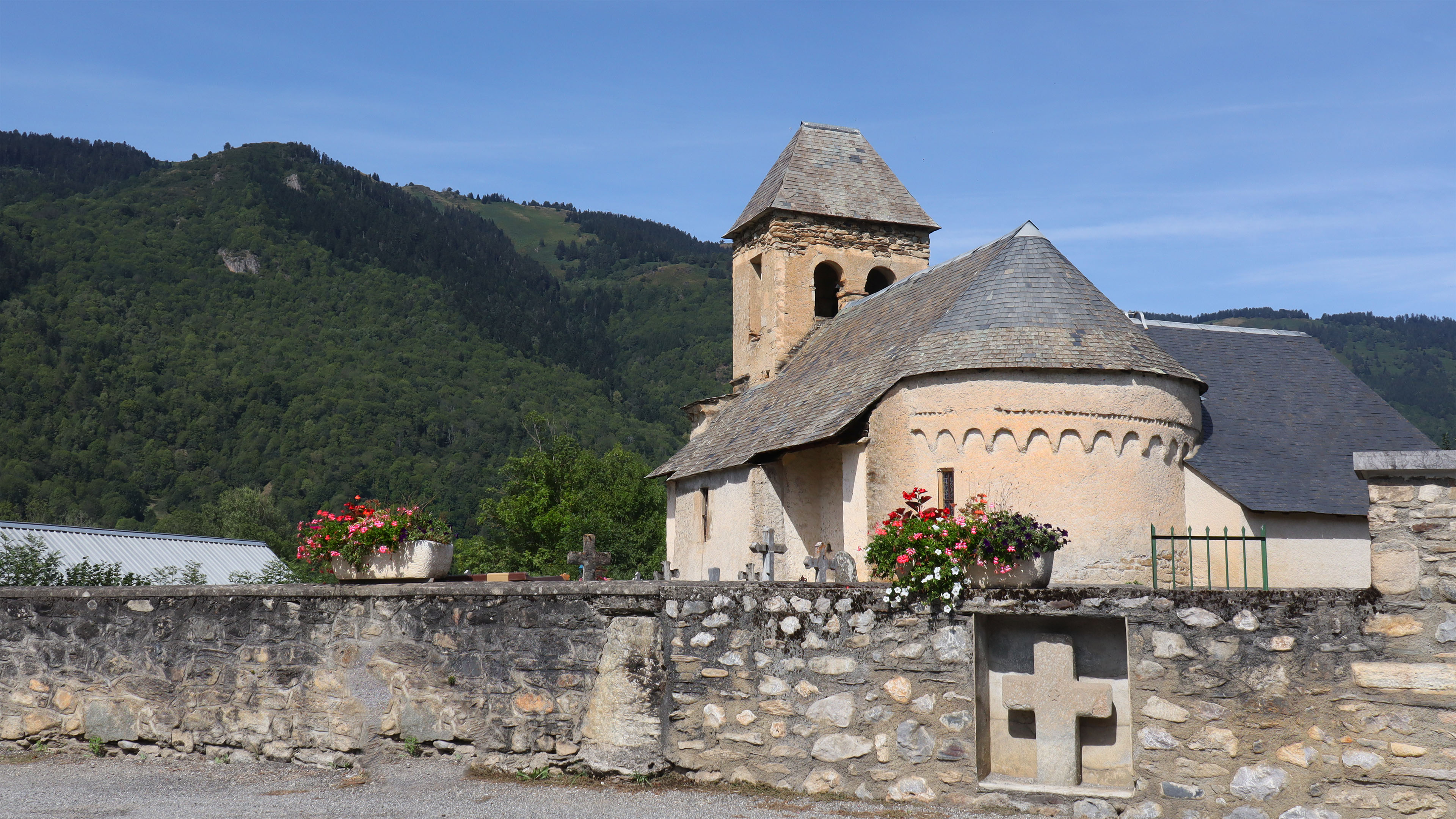
Chapelle Saint-Antoine
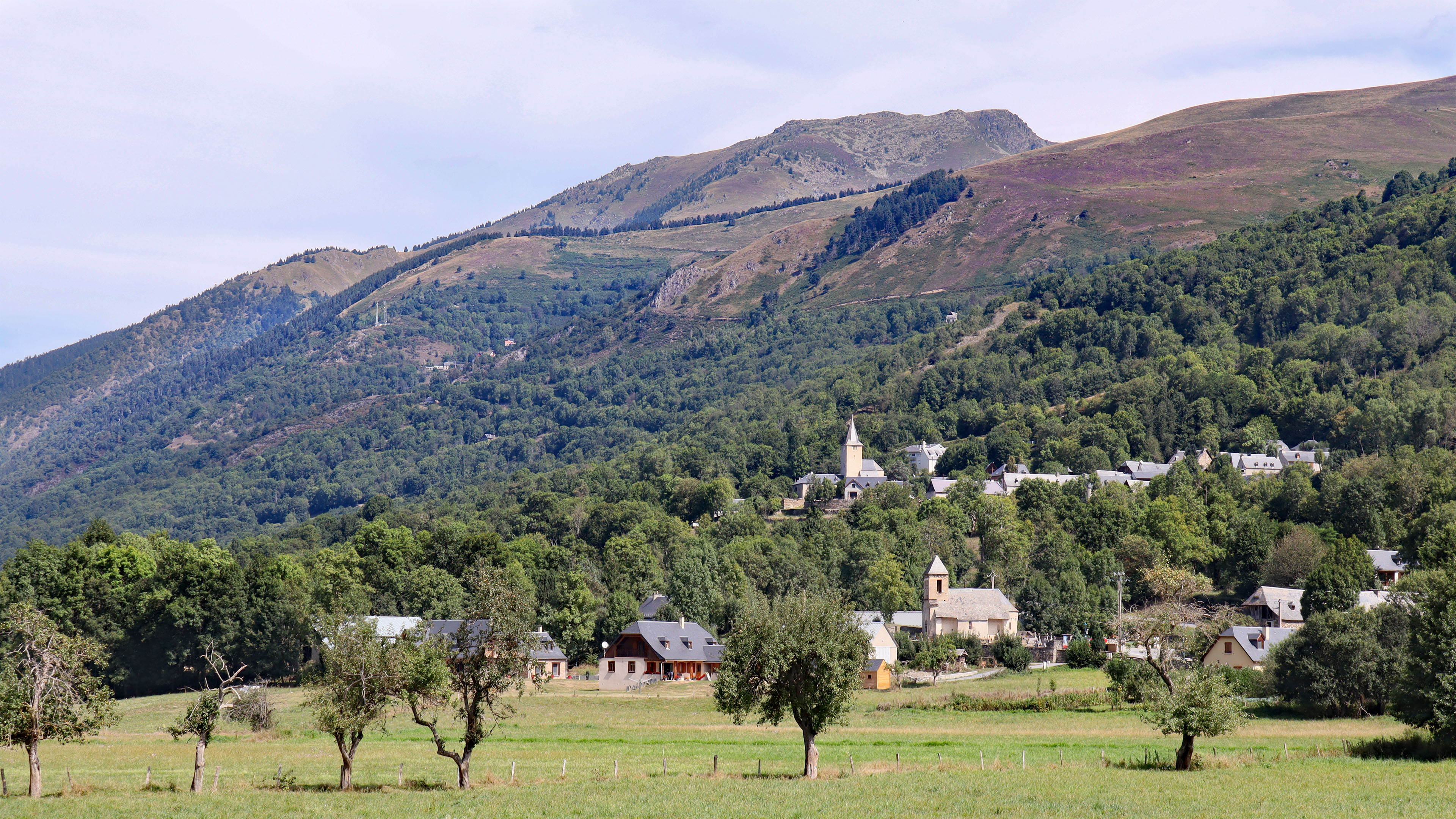
Vue du sud
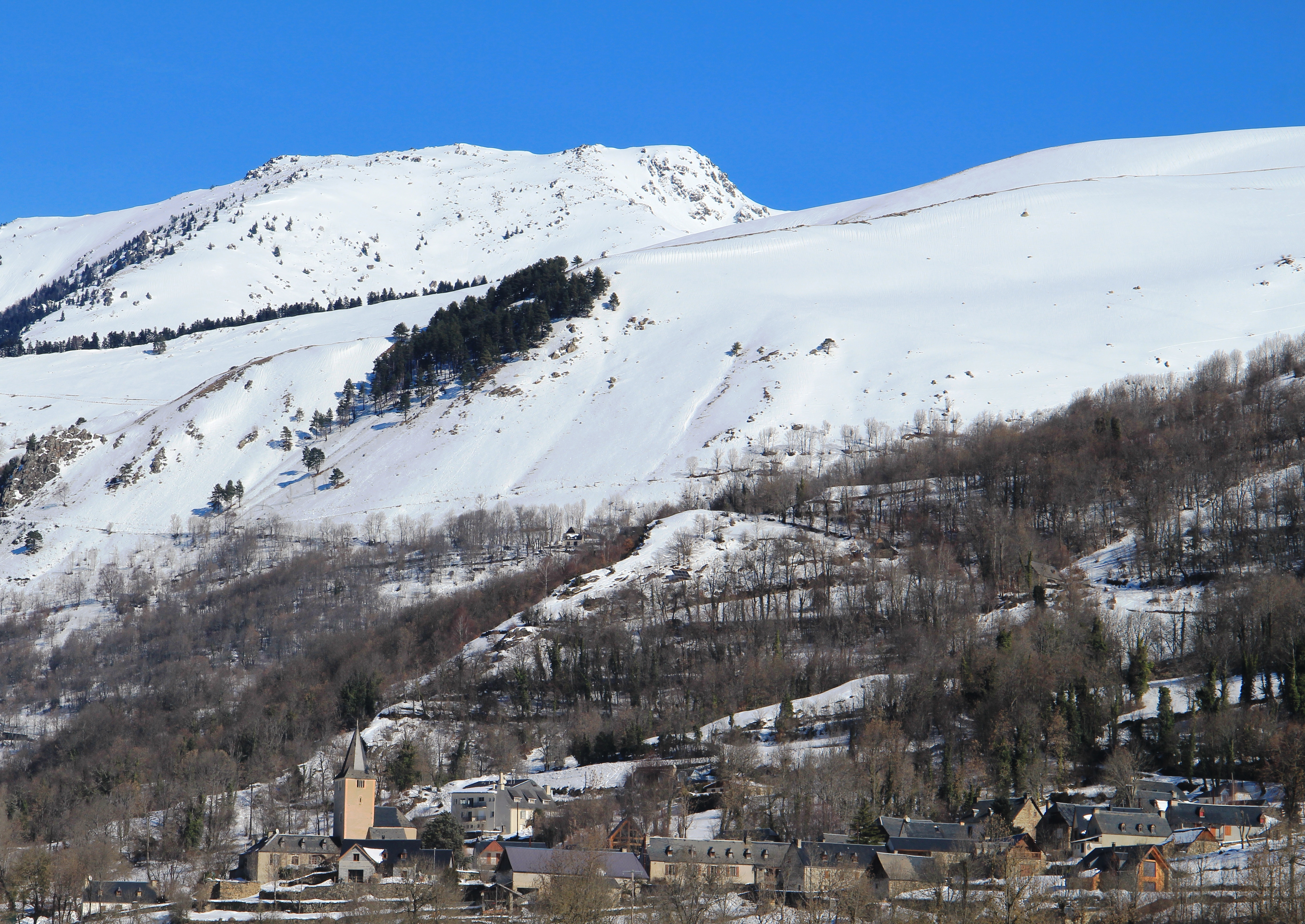
Vue en hiver.

### Hydrographie
La commune est dans le bassin versant de la Garonne, au sein du bassin hydrographique Adour-Garonne. Elle est drainée par la Neste du Louron, L'Arrieu et le ruisseau de poudaque, constituant un réseau hydrographique de 1 km de longueur totale,.
La Neste du Louron, d'une longueur totale de 32 km, prend sa source dans la commune de Loudenvielle et s'écoule du sud vers le nord. Il traverse la commune et se jette dans la Neste à Arreau, après avoir traversé 10 communes.

### Climat
Le climat qui caractérise la commune est qualifié, en 2010, de « climat de montagne », selon la typologie des climats de la France qui compte alors huit grands types de climats en métropole. En 2020, la commune ressort du même type de climat dans la classification établie par Météo-France, qui ne compte désormais, en première approche, que cinq grands types de climats en métropole. Pour ce type de climat, la température décroît rapidement en fonction de l'altitude. On observe une nébulosité minimale en hiver et maximale en été. Les vents et les précipitations varient notablement selon le lieu.
Les paramètres climatiques qui ont permis d’établir la typologie de 2010 comportent six variables pour les températures et huit pour les précipitations, dont les valeurs correspondent à la normale 1971-2000. Les sept principales variables caractérisant la commune sont présentées dans l'encadré ci-après.
| Paramètres climatiques communaux sur la période 1971-2000 - Moyenne annuelle de température : 8,9 °C - Nombre de jours avec une température inférieure à −5 °C : 6,8 j - Nombre de jours avec une température supérieure à 30 °C : 0,9 j - Amplitude thermique annuelle : 14,2 °C - Cumuls annuels de précipitation : 940 mm - Nombre de jours de précipitation en janvier : 9,7 j - Nombre de jours de précipitation en juillet : 8,2 j |

Avec le changement climatique, ces variables ont évolué. Une étude réalisée en 2014 par la Direction générale de l'Énergie et du Climat complétée par des études régionales prévoit en effet que la  température moyenne devrait croître et la pluviométrie moyenne baisser, avec toutefois de fortes variations régionales. Ces changements peuvent être constatés sur la station météorologique de Météo-France la plus proche, « Génos », sur la commune de Génos, mise en service en 1969 et qui se trouve à 2 km à vol d'oiseau,, où la température moyenne annuelle est de 7,8 °C et la hauteur de précipitations de 1 483,6 mm pour la période 1981-2010.
Sur la station météorologique historique la plus proche, « Tarbes-Lourdes-Pyrénées », sur la commune d'Ossun, mise en service en 1946 et à 54 km, la température moyenne annuelle évolue de 12,2 °C pour la période 1971-2000, à 12,6 °C pour 1981-2010, puis à 12,9 °C pour 1991-2020.

### Milieux naturels et biodiversité
L’inventaire des zones naturelles d'intérêt écologique, faunistique et floristique (ZNIEFF) a pour objectif de réaliser une couverture des zones les plus intéressantes sur le plan écologique, essentiellement dans la perspective d’améliorer la connaissance du patrimoine naturel national et de fournir aux différents décideurs un outil d’aide à la prise en compte de l’environnement dans l’aménagement du territoire.
Une ZNIEFF de type 1 est recensée sur la commune :
« la Neste du Louron et ses affluents » (145 ha), couvrant 15 communes du département et deux ZNIEFF de type 2, : 
- les « Garonne amont, Pique et Neste » (1 788 ha), couvrant 112 communes dont 42 dans la Haute-Garonne et 70 dans les Hautes-Pyrénées[24] ;
- la « vallée du Louron » (16 472 ha), couvrant 30 communes dont six dans la Haute-Garonne et 24 dans les Hautes-Pyrénées[25].

## Urbanisme

### Typologie
Au 1er janvier 2024, Estarvielle est catégorisée commune rurale à habitat très dispersé, selon la nouvelle grille communale de densité à sept niveaux définie par l'Insee en 2022.
Elle est située hors unité urbaine et hors attraction des villes,.

### Occupation des sols
L'occupation des sols de la commune, telle qu'elle ressort de la base de données européenne d’occupation biophysique des sols Corine Land Cover (CLC), est marquée par l'importance des territoires agricoles (94,9 % en 2018), une proportion identique à celle de 1990 (94,9 %). La répartition détaillée en 2018 est la suivante : 
zones agricoles hétérogènes (81,6 %), prairies (13,3 %), forêts (5,1 %).
L'IGN met par ailleurs à disposition un outil en ligne permettant de comparer l’évolution dans le temps de l’occupation des sols de la commune (ou de territoires à des échelles différentes). Plusieurs époques sont accessibles sous forme de cartes ou photos aériennes : la carte de Cassini (XVIIIe siècle), la carte d'état-major (1820-1866) et la période actuelle (1950 à aujourd'hui).

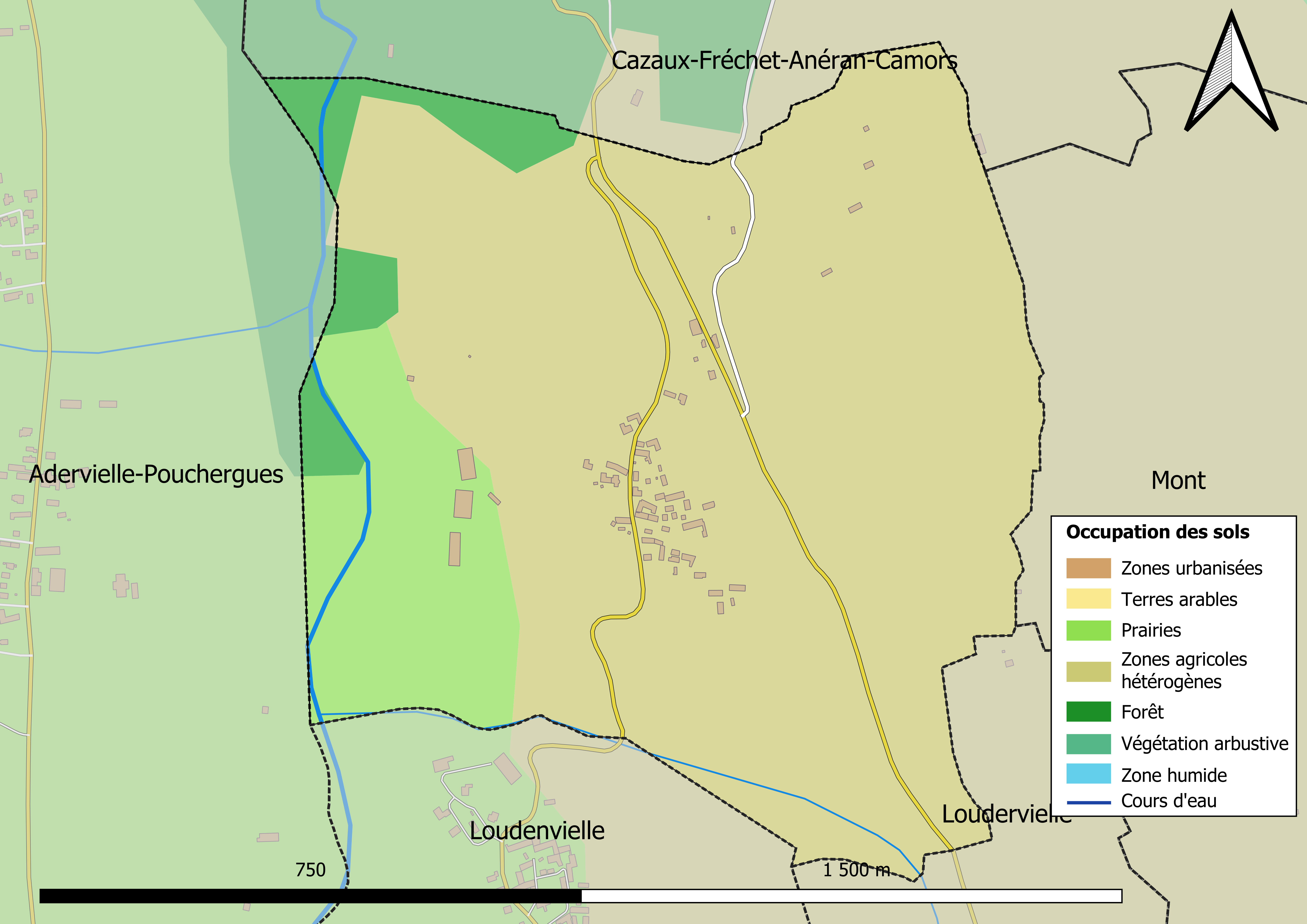
Carte des infrastructures et de l'occupation des sols en 2018 (CLC) de la commune.
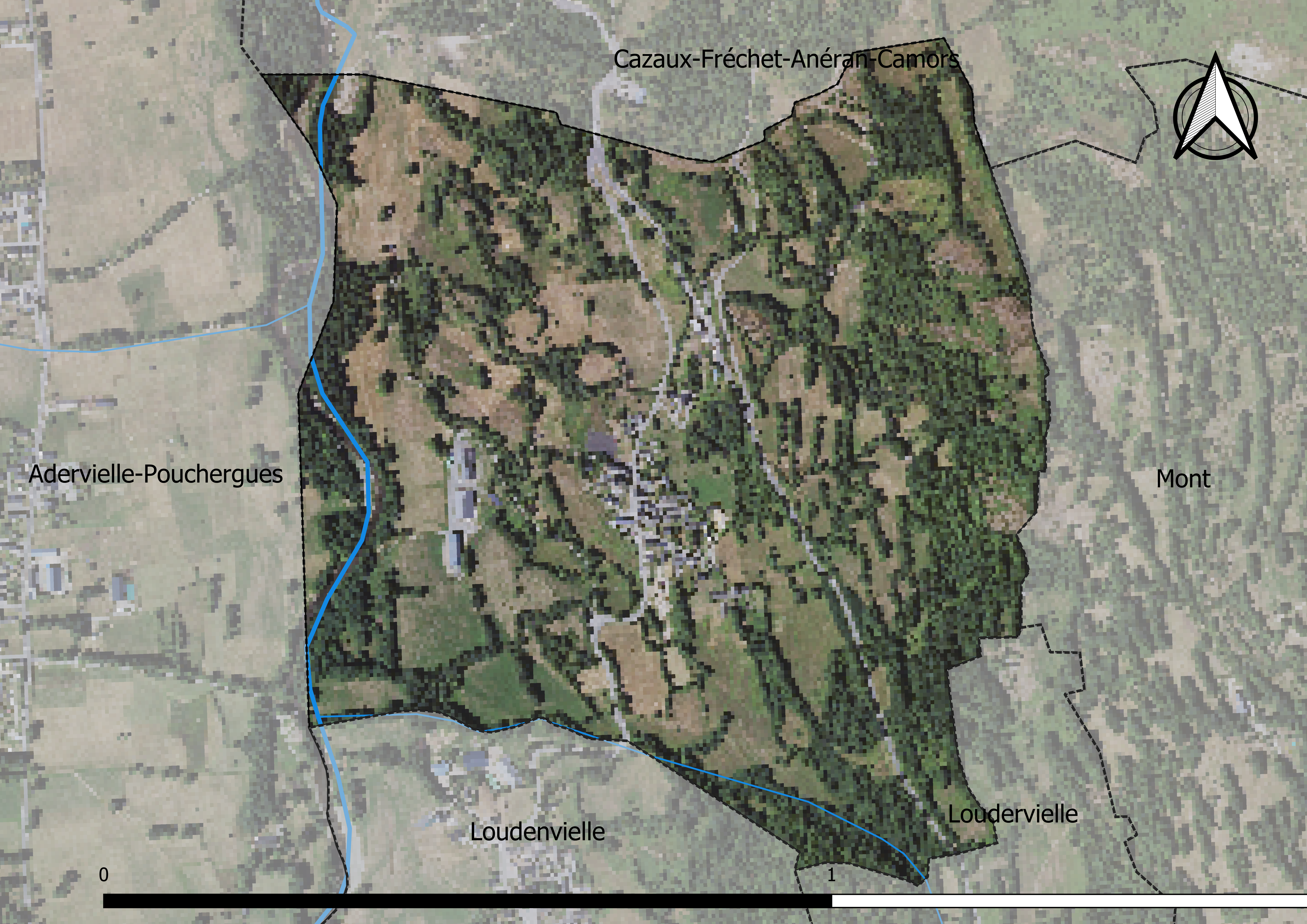
Carte orthophotogrammétrique de la commune.

### Logement
En 2012, le nombre total de logements dans la commune est de 31.

Parmi ces logements, 41.9  % sont des résidences principales, 51.6  % des résidences secondaires  6.5  % des logements vacants.

### Voies de communication et transports
Cette commune est desservie par la route départementale D 618 et par la route départementale D 25.

### Risques majeurs
Le territoire de la commune d'Estarvielle est vulnérable à différents aléas naturels : météorologiques (tempête, orage, neige, grand froid, canicule ou sécheresse), inondations, feux de forêts, mouvements de terrains et séisme (sismicité moyenne). Un site publié par le BRGM permet d'évaluer simplement et rapidement les risques d'un bien localisé soit par son adresse soit par le numéro de sa parcelle.
Certaines parties du territoire communal sont susceptibles d’être affectées par le risque d’inondation par débordement de cours d'eau, notamment la Neste du Louron. La cartographie des zones inondables en ex-Midi-Pyrénées réalisée dans le cadre du XIe Contrat de plan État-région, visant à informer les citoyens et les décideurs sur le risque d’inondation, est accessible sur le site de la DREAL Occitanie. La commune a été reconnue en état de catastrophe naturelle au titre des dommages causés par les inondations et coulées de boue survenues en 1982, 1999 et 2009,.
Estarvielle est exposée au risque de feu de forêt. Un plan départemental de protection des forêts contre les incendies a été approuvé par arrêté préfectoral le 21 avril 2020 pour la période 2020-2029. Le précédent couvrait la période 2007-2017. L’emploi du feu est régi par deux types de réglementations. D’abord le code forestier et l’arrêté préfectoral du 27 octobre 2014, qui réglementent l’emploi du feu à moins de 200 m des espaces naturels combustibles sur l’ensemble du département. Ensuite celle établie dans le cadre de la lutte contre la pollution de l’air, qui interdit le brûlage des déchets verts des particuliers. L’écobuage est quant à lui réglementé dans le cadre de commissions locales d’écobuage (CLE)

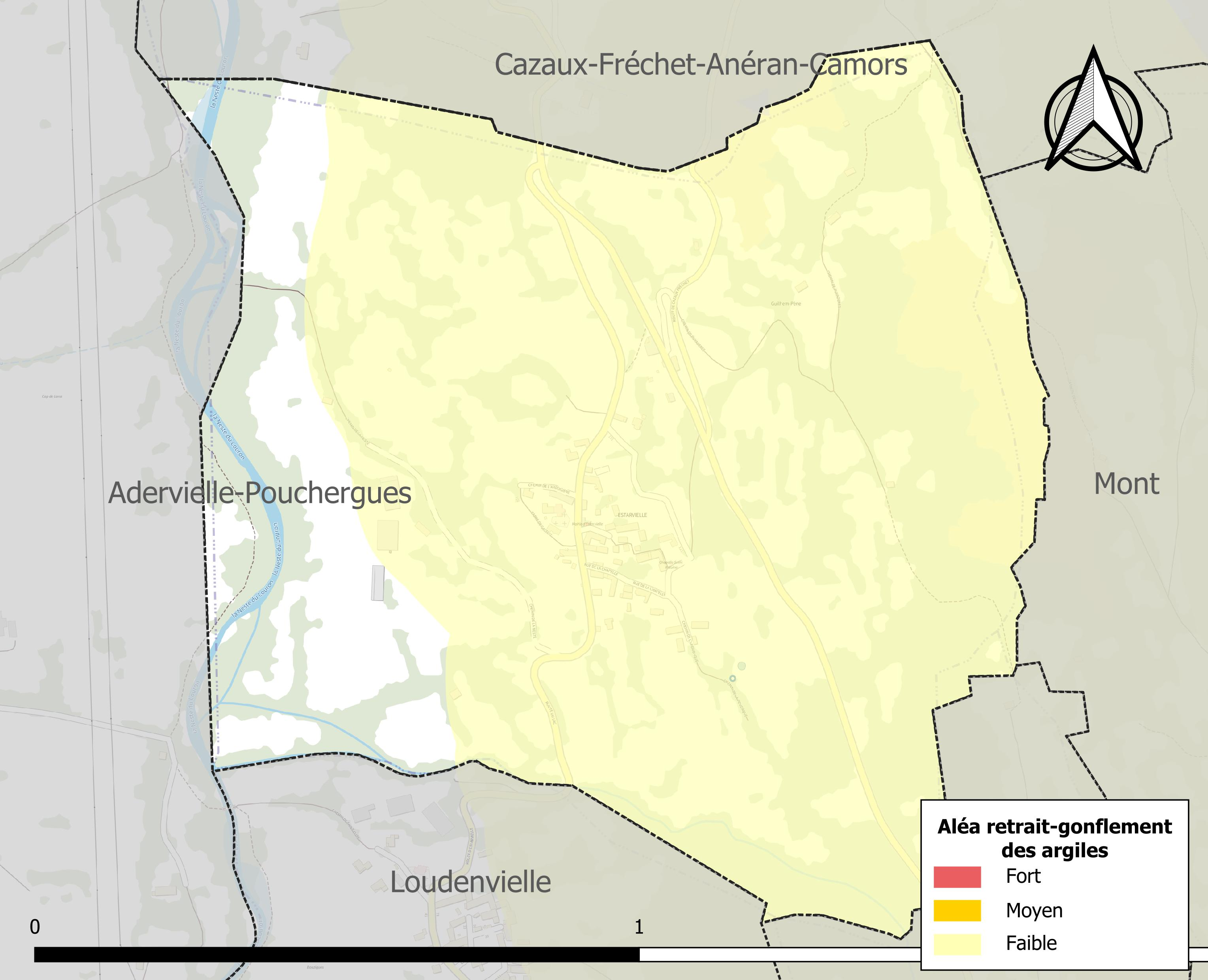
Carte des zones d'aléa retrait-gonflement des sols argileux d'Estarvielle.

Les mouvements de terrains susceptibles de se produire sur la commune sont des mouvements de sols liés à la présence d'argile et des tassements différentiels.
Le retrait-gonflement des sols argileux est susceptible d'engendrer des dommages importants aux bâtiments en cas d’alternance de périodes de sécheresse et de pluie. La totalité de la commune est en aléa faible (44,5 % au niveau départemental et 48,5 % au niveau national). Sur les 29 bâtiments dénombrés sur la commune en 2019, aucun n'est en aléa moyen ou fort, à comparer aux 75 % au niveau départemental et 54 % au niveau national. Une cartographie de l'exposition du territoire national au retrait gonflement des sols argileux est disponible sur le site du BRGM,.
Par ailleurs, afin de mieux appréhender le risque d’affaissement de terrain, l'inventaire national des cavités souterraines permet de localiser celles situées sur la commune.
Concernant les mouvements de terrains, la commune a été reconnue en état de catastrophe naturelle au titre des dommages causés par des mouvements de terrain en 1999.

## Toponymie

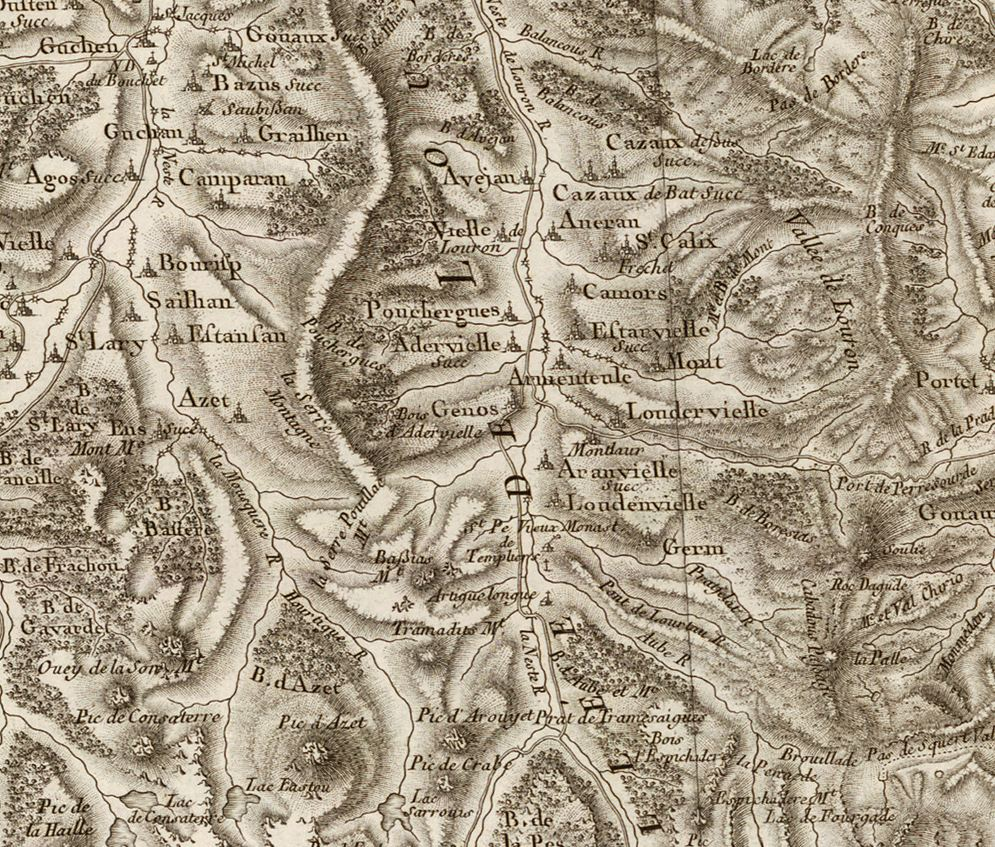
Extrait de la carte de Cassini (entre 1756 et 1789) situant Estarvielle à l'est de Génos

Le nom de la localité est attesté sous les formes Destarbiele en 1276; Starvilla en 1387 (pouillé du Comminges); Escarville en 1413; Starbielh en 1667; Estarbielh en 1740; Estarvielle en 1755, Estarvielle en 1790 (Département 2).
Il s'agit d'un type toponymique médiéval en -vielle, forme partiellement francisée de l'occitan gascon vièla « domaine rural, village », équivalent à l'ancien français vile de même sens (> français moderne ville). Il est issu ultimement du bas latin villa « grand domaine rural ».
Le premier élément Estar- représente un anthroponyme comme c'est la règle dans ce type de formations toponymiques. En général, il s'agit d'un nom de personne germanique.
Albert Dauzat identifie dans Estar- l'anthroponyme germanique (wisigothique) Asthar, autrement Astharus cité par Marie-Thérèse Morlet, hypothèse reprise par la suite sans plus de précision sur l'origine de ce nom de personne germanique. Ce nom germanique est attesté en Gascogne : Astarius abbé de Simorre au Xe siècle.
Nom en occitan gascon Estarvièla
Remarque : le nom wisigothique Asthar (ou plus largement germanique), s'il est compatible phonétiquement avec cette explication, n'est pas nécessairement la seule possibilité. En effet, les formes anciennes, trop tardives, ne rendent pas compte du passage de As- à Es-. En revanche, les formes en Star- laissent penser que c'est Star- qui a évolué en Estar-. Cette évolution correspond à un phénomène régulier d'épenthèse dans le groupe [s] + consonne dans les langues romanes de l'ouest (même chose en français, cf. par exemple : le gallo-roman STUDIA > estudie (XIIe siècle) > estuide > étude).

## Histoire

### Cadastre napoléonien d'Estarvielle
Le plan cadastral napoléonien d'Estarvielle est consultable sur le site des archives départementales des Hautes-Pyrénées.

## Politique et administration

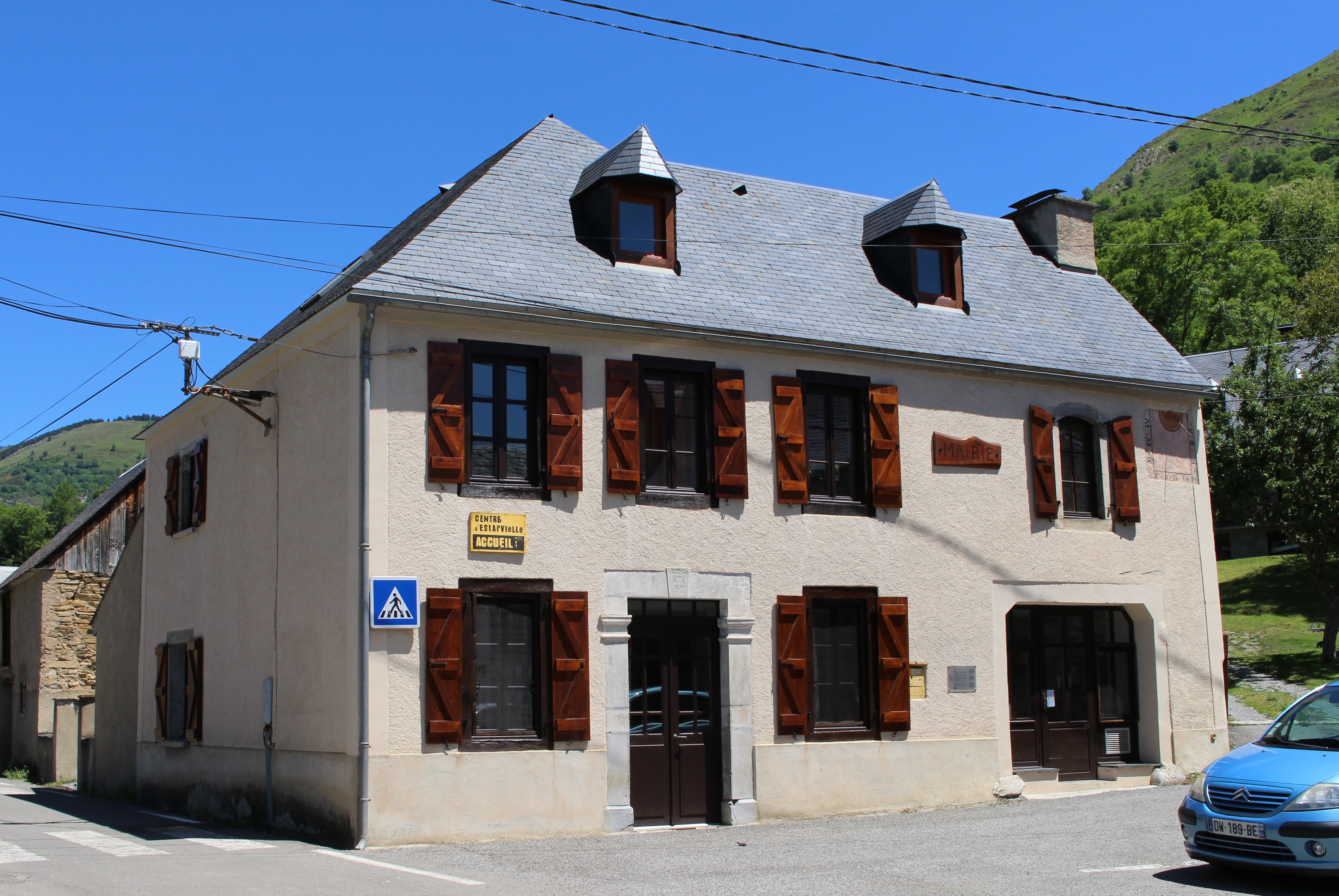
La mairie en 2016.

### Liste des maires
| Période                                  | Période   | Identité           | Étiquette | Qualité |
| ---------------------------------------- | --------- | ------------------ | --------- | ------- |
| Les données manquantes sont à compléter. |           |                    |           |         |
|                                          |           |                    |           |         |
| avant 1988                               | 2001      | Jean-Marie Carrère |           |         |
| mars 2001                                | mars 2008 | Bernard Castet     |           |         |
| mars 2008                                | En cours  | Henri Armanet      |           |         |

### Rattachements administratifs et électoraux

#### Historique administratif
Sénéchaussée de Toulouse ou d'Auch, élection de Rivière-Verdun, vallée du Louron, canton de Bordères-Louron (1790-2014).

#### Intercommunalité
Estarvielle appartient à la communauté de communes Aure Louron créée au 1er janvier 2017 et qui réunit 47 communes.

## Population et société

### Démographie

#### Évolution démographique
L'évolution du nombre d'habitants est connue à travers les recensements de la population effectués dans la commune depuis 1793. Pour les communes de moins de 10 000 habitants, une enquête de recensement portant sur toute la population est réalisée tous les cinq ans, les populations de référence des années intermédiaires étant quant à elles estimées par interpolation ou extrapolation. Pour la commune, le premier recensement exhaustif entrant dans le cadre du nouveau dispositif a été réalisé en 2007.

En 2022, la commune comptait 34 habitants, en stagnation par rapport à 2016 (Hautes-Pyrénées : +1,59 %, France hors Mayotte : +2,11 %).
| 1793 | 1800 | 1806 | 1821 | 1831 | 1836 | 1841 | 1846 | 1851 |
| ---- | ---- | ---- | ---- | ---- | ---- | ---- | ---- | ---- |
| 78   | 59   | 87   | 101  | 92   | 109  | 105  | 100  | 92   |

| 1856 | 1861 | 1866 | 1872 | 1876 | 1881 | 1886 | 1891 | 1896 |
| ---- | ---- | ---- | ---- | ---- | ---- | ---- | ---- | ---- |
| 103  | 93   | 93   | 93   | 91   | 91   | 88   | 88   | 82   |

| 1901 | 1906 | 1911 | 1921 | 1926 | 1931 | 1936 | 1946 | 1954 |
| ---- | ---- | ---- | ---- | ---- | ---- | ---- | ---- | ---- |
| 70   | 61   | 50   | 52   | 52   | 49   | 49   | 54   | 51   |

| 1962 | 1968 | 1975 | 1982 | 1990 | 1999 | 2006 | 2007 | 2012 |
| ---- | ---- | ---- | ---- | ---- | ---- | ---- | ---- | ---- |
| 48   | 41   | 40   | 39   | 35   | 29   | 29   | 29   | 30   |

| 2017 | 2022 | - | - | - | - | - | - | - |
| ---- | ---- | - | - | - | - | - | - | - |
| 37   | 34   | - | - | - | - | - | - | - |

### Enseignement
La commune dépend de l'académie de Toulouse. Elle ne dispose plus d'école en 2016.

## Économie

### Emploi
|                | 2008   | 2013  | 2018  |
| -------------- | ------ | ----- | ----- |
| Commune        | 13,8 % | 0 %   | 0 %   |
| Département    | 7,7 %  | 9,4 % | 9,8 % |
| France entière | 8,3 %  | 10 %  | 10 %  |

En 2018, la population âgée de 15 à 64 ans s'élève à 28 personnes, parmi lesquelles on compte 77,8 % d'actifs (77,8 % ayant un emploi et 0 % de chômeurs) et 22,2 % d'inactifs,. En  2018, le taux de chômage communal (au sens du recensement) des 15-64 ans est inférieur à celui de la France et du département, alors qu'en 2008 la situation était inverse.
La commune est hors attraction des villes,. Elle compte 11 emplois en 2018, contre 10 en 2013 et 8 en 2008. Le nombre d'actifs ayant un emploi résidant dans la commune est de 22, soit un indicateur de concentration d'emploi de 51,7 % et un taux d'activité parmi les 15 ans ou plus de 64,7 %.
Sur ces 22 actifs de 15 ans ou plus ayant un emploi, 6 travaillent dans la commune, soit 29 % des habitants. Pour se rendre au travail, 81 % des habitants utilisent un véhicule personnel ou de fonction à quatre roues et 19 % n'ont pas besoin de transport (travail au domicile).

## Culture locale et patrimoine

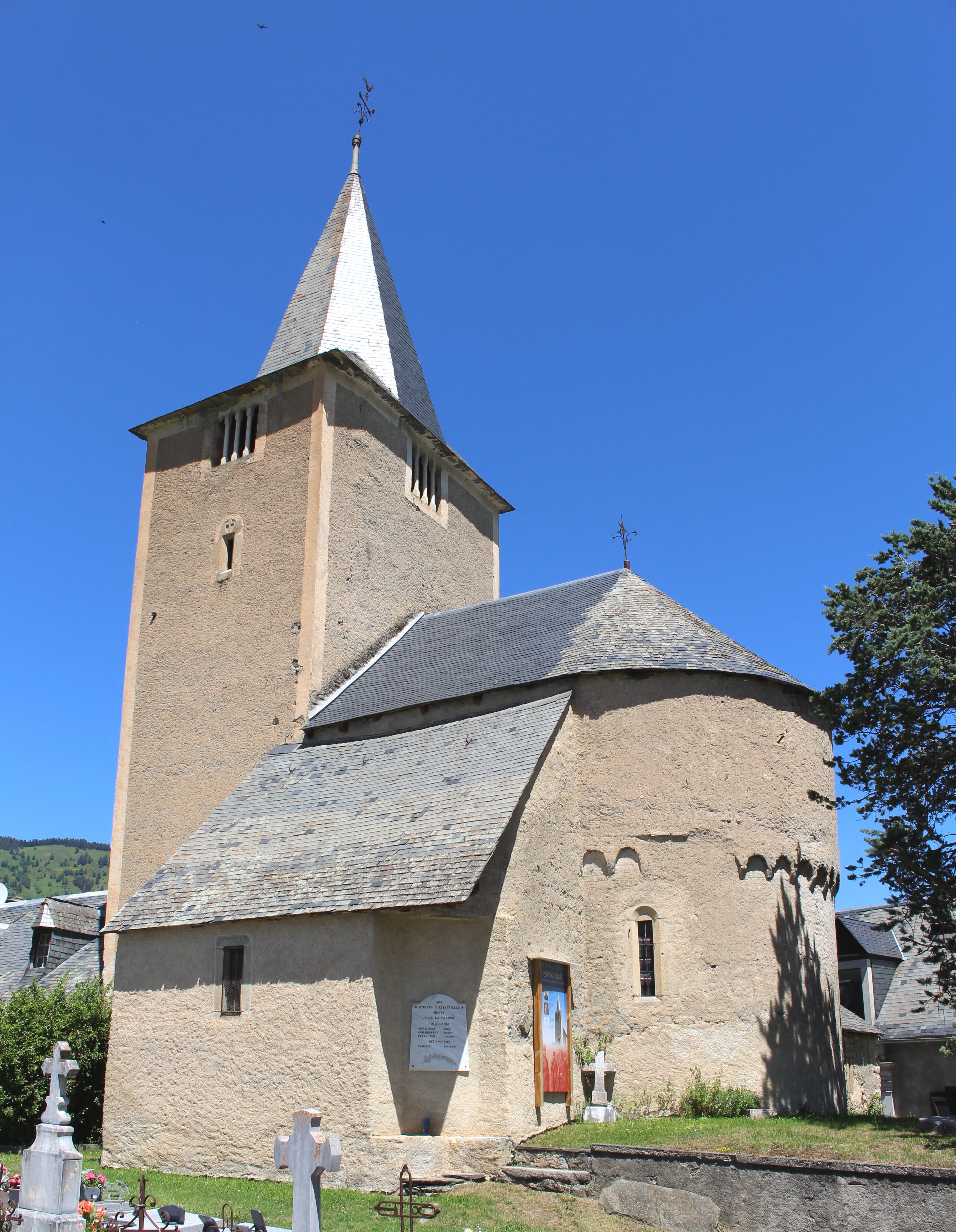
L'église Saint-Pierre en 2016.

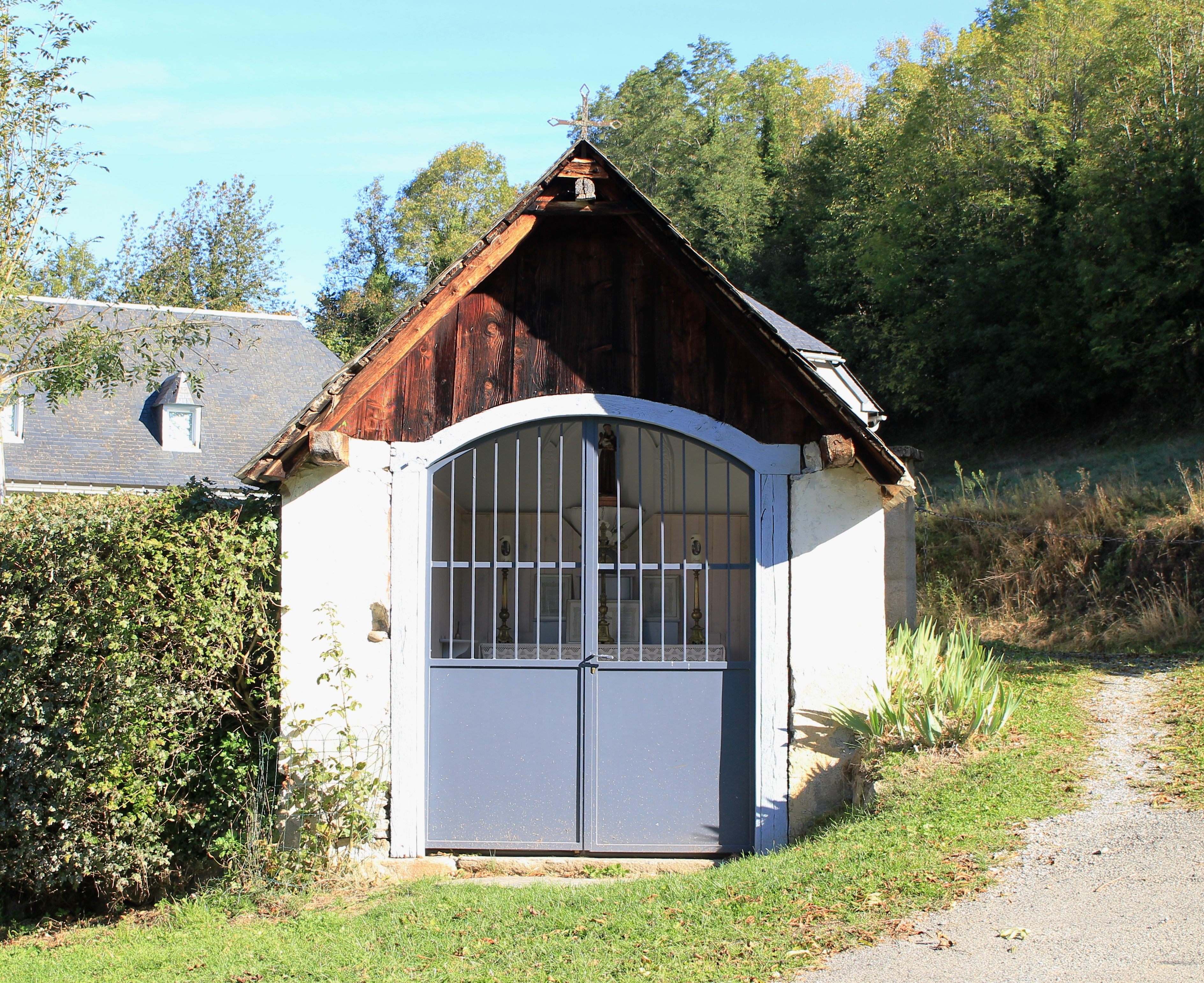
La chapelle Saint-Antoine en 2021.

### Lieux et monuments
- Église Saint-Pierre d'Estarvielle.
- Chapelle Saint-Antoine d'Estarvielle.
- Château-fort de Sarreuille.

## Voir aussi

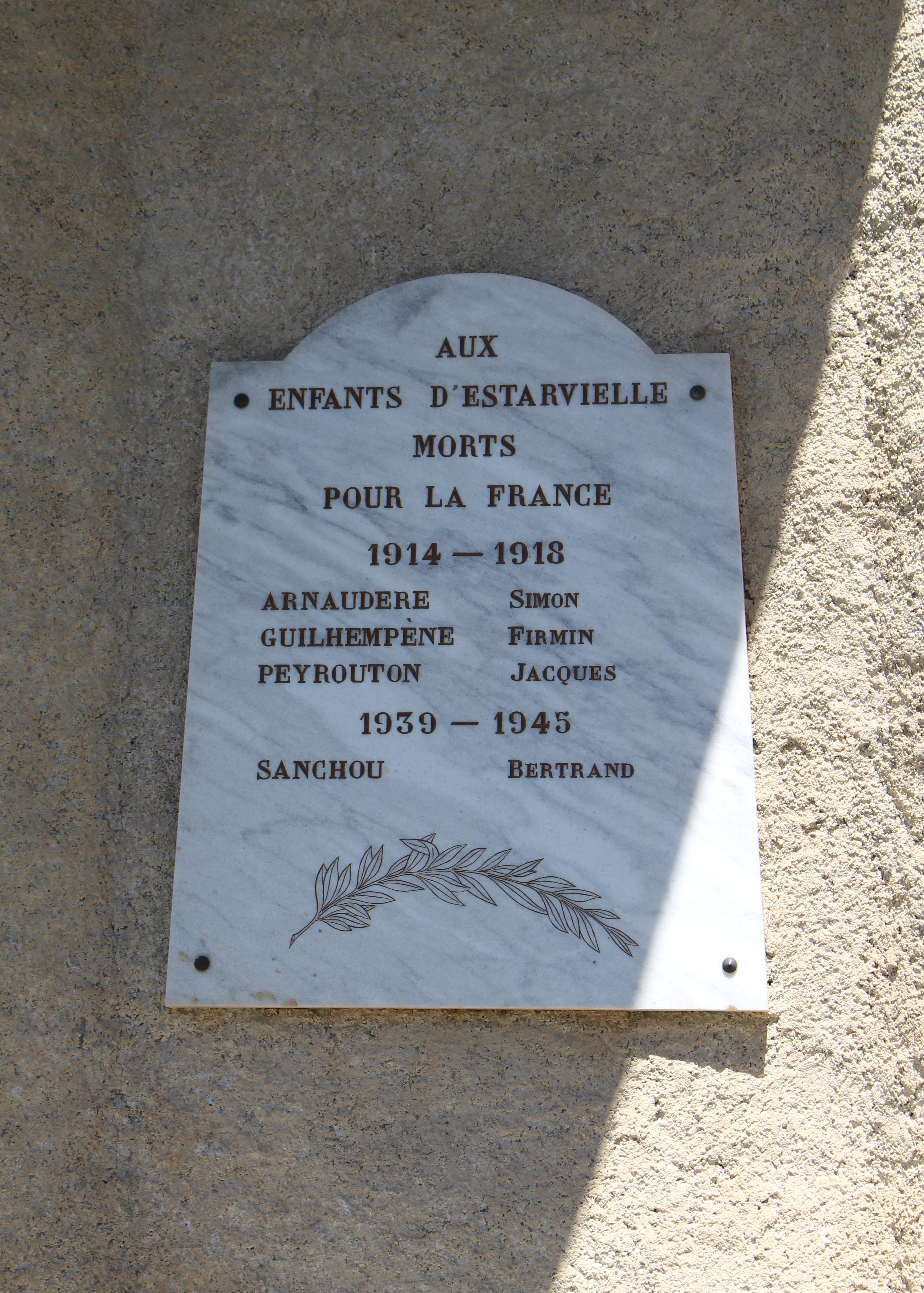
Le monument aux morts municipal.

### Héraldique
| Blason | Blasonnement : De gueules à deux fers de lance d'or posés en pal et rangés en fasce. |